# 모스크바 삼국 외상 회의
모스크바 삼국 외상 회의(-三國外相會議) 또는 모스크바 삼상 회의(-三相會議)는 1945년 12월 16일부터 26일까지 소련의 모스크바에서 개최된 미국·영국·소련의 외무장관 회의이다. 제2차 세계대전 뒤의 일본 점령지구에 대한 관리 문제를 비롯하여 얄타회담에 따른 대한민국의 독립 문제를 거론하였다.

## 배경
제2차 세계 대전 말 연합군은 전후 처리 문제를 위해 카이로 회담을 갖고 여기서 일본 패망 후 한국에 대해 적당한 시기까지 신탁통치할 것을 합의하였다. 이후 전쟁이 끝난 1945년 12월 미국·영국·소련은 모스크바에서 외무장관 회의를 개최하기로 합의하였다. 그리하여 미국의 제임스 번즈, 영국의 어니스트 베빈, 소련의 뱌체슬라프 몰로토프가 만나 1945년 12월 16일부터 26일까지의 회의 후 12월 27일제2차 세계 대전의 종전 이후 문제들과 관련한 선언을 발표하였다. 이들 외무 장관들이 서명한 공식 문서인 <미국, 영국, 소련 외무장관 임시회의. 1945년 12월 16~26, 모스크바(INTERIM MEETING OF FOREIGN MINISTERS OF THE UNITED STATES, THE UNITED KINGDOM, AND THE UNION OF SOVIET SOCIALIST REPUBLICS, MOSCOW, DECEMBER 16-26, 1945)>의 하위 명칭인 <소련, 미국, 영국 외무장관회의 보고서(Report of the Meeting of The Ministers of Foreign Affairs of The Union of Soviet Socialist Republics,The United States of America,The United Kingdom)> 밑으로는 다음과 같은 7조의 내용이 담겨져 있다:
1. 이탈리아, 루마니아, 불가리아, 헝가리 그리고 핀란드에 대한 평화조약 준비(I. PREPARATION OF PEACE TREATIES WITH ITALY, ROMANIA, BULGARIA, HUNGARY AND FINLAND,(파리 조약 참고)
2. 일본에 대한 극동 지역 위원회와 연합회의(II. FAR EASTERN COMMISSION AND ALLIED COUNCIL FOR JAPAN)
  - 극동위원회
  - 일본 군정 위원회
3. 조선(III. KOREA)
4. 중국(IV. CHINA)
5. 루마니아 (V. RUMANIA)
6. 불가리아 (VI. BULGARIA)
7. 원자력 에너지의 통제를 위한 유엔(UN)에 의한 위원회 설립 (VII. THE ESTABLISHMENT BY THE UNITED NATIONS OF A COMMISSION FOR THE CONTROL OF ATOMIC ENERGY)

## 합의문에서 조선(III. Korea)에 관한 네 문단
1945년 12월 16일 미국·영국·소련은 전후 문제를 처리하기 위해 모스크바에서 26일까지 외무장관 회의를 개최하였다. 이 회의에서 미국과 소련은 첨예한 대립을 보였으나 결국 의견을 조율하여 같은 해 12월 27일 합의문으로 네 개의 조로 이루어진 '미ㆍ영ㆍ소 3국 외무장관 회의 보고서'를 발표했다. 이 문서에서 세 번째 조인 "조선(III.Korea)"에 관한 문단은 네 개 항으로 이루어졌는데 이것이 속칭〈한국 문제에 관한 4개항의 결의서>이다. 조선에 관한, 모스크바 3국 외무장관 회의 보고서에서 세 나라는 한반도의 정부수립에 대해 다음과 같이 발표하였다. 이 중 세 번째 항은 신탁통치안을 담고 있다.
1. 조선을 독립국가로 재건설하며 그 나라를 민주주의적 원칙하에 발전시키는 조건을 창조하고 가급적 속히 장구한 일본의 조선통치의 참담한 결과를 청산하기 위하여 조선의 공업,교통, 농업과 조선인민의 민족문화의 발전에 필요한 모든 시책을 취할 조선 임시 민주주의 정부를 수립할 것이다.
2. 조선 임시정부 구성을 원조 및 적절한 방책의 초안 구체화를 위하여 남조선 미합중국 사령부, 북조선 소련 사령부의 대표자들로 공동위원회가 설치될 것이다. 제안서 준비에 대해 위원회는 조선의 민주주의 정당 및 사회 단체와 협의할 것이다. 위원회가 작성한 건의서는 공동위원회에 대표를 둔 두 정부의 최후 결정 전에 미ㆍ영ㆍ소ㆍ중 정부의 참작을 위해 제출되겠다.
3. 조선 인민의 정치적, 경제적, 사회적 진보와 민주주의적 자치 발전 및 조선 독립 국가 수립을 돕고 협력(신탁통치)하기 위한 방안을 만드는 것은 조선 임시 민주주의 정부 및 조선 민주주의 단체의 참여하에 공동위원회가 할 역할이겠다. 공동위원회의 제안은 최고 5년 기간의 4개국 신탁통치[6] 협약을 작성하는 데 대해 미ㆍ영ㆍ소ㆍ 중 정부와 공동으로 참작할 수 있게 조선 임시 정부와 협의 후 제출되겠다
4. 남북 조선과 관련된 긴급한 제 문제 고려 및 남조선의 미합중국 사령부와 북조선의 소련 사령부 사이의 행정ㆍ경제 문제의 영원한 조화를 확립하는 조치의 구체화를 위해 2주 이내에 미국과 소련 사령부 대표 회의가 소집될 것이다.

- 원문

III. KOREA
1. With a view to the re-establishment of Korea as an independent state, the creation of conditions for developing the country on democratic principles and the earliest possible liquidation of the disastrous results of the protracted Japanese domination in Korea, there shall be set up a provisional Korean democratic government which shall take all the necessary steps for developing the industry, transport and agriculture of Korea and the national culture of the Korean people.
2. In order to assist the formation of a provisional Korean government and with a view- to the preliminary elaboration of the appropriate measures, there shall be established a Joint Commission consisting of representatives of the United States command in southern Korea and the Soviet command in northern Korea. In preparing their proposals the Commission shall consult with the Korean democratic parties and social organizations. The recommendations worked out by the Commission shall be presented for the consideration of the Governments of the Union of Soviet Socialist Republics, China, the United Kingdom and the United States prior to final decision by the two Governments represented on the Joint Commission
3. It shall be the task of the Joint Commission, with the participation of the provisional Korean democratic government and of the Korean democratic organizations to work out measures also for helping and assisting (trusteeship) the political, economic and social progress of the Korean people, the development of democratic selfgovernment and the establishment- of the national independence of Korea. The proposals of the Joint Commission shall be submitted, following consultation with the provisional Korean Government for the joint consideration of the Governments of the United States, Union of Soviet Socialist Republics, United Kingdom and China for the working out of an agreement concerning a four-power trusteeship of Korea for a period of up to five years.
4. For the consideration of urgent problems affecting both southern and northern Korea and for the elaboration of measures establishing permanent coordination in administrative-economic matters between the United States command in southern Korea and the Soviet command in northern Korea, a conference of the representatives of the United States and Soviet commands in Korea shall be convened within a period of two weeks.

네 문단으로 이루어진, 조선(Korea)에 관한 결정에서 세 번째 문단은 이른바 '신탁통치안'이라 불리는 것이다.
위 모스크바 결정은 임시정부 수립을 선결과제로 제시하였지만, 미국의 신탁통치 제안도 받아들인 일종의 절충안이었다. 모스크바결정은 ‘미·소공동위원회 설치→미·소공동위원회와 조선의 정당·사회단체가 협의하여 임시정부 수립 권고안 제출→4대국 심의→임시정부 수립→임시정부는 미·소공동위원회 밑에서 구체적인 신탁통치 협정의 작성에 참가→4대국의 신탁통치 협정 공동심의’라는 복잡한 절차를 예상하였다. 여기서 임시정부 수립안이나 신탁통치 협정 모두 4대국이 심의하기로 되어 있었다. 그리고 임시정부 수립은 특히 미·소공동위원회(美·蘇共同委員會)의 활동에 의존하고 있었는데 미국은 이러한 다단계 수립절차를 통해 미국측 정책의 기조를 유지할 수 있을 것으로 본 것이다.

## 신탁통치에 대한 조선의 반응

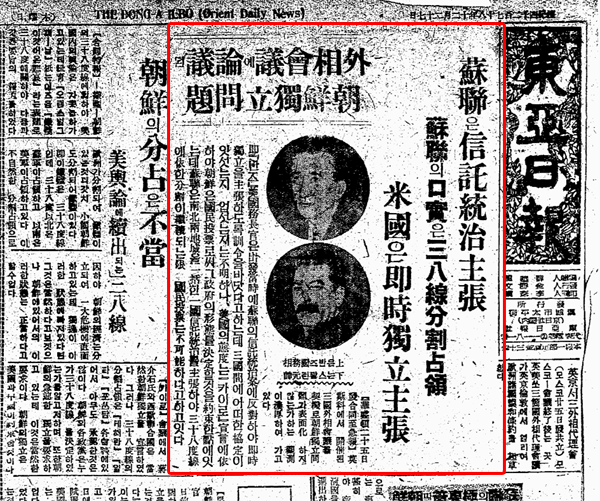
1945년 12월 27일자 동아일보 신문 기사

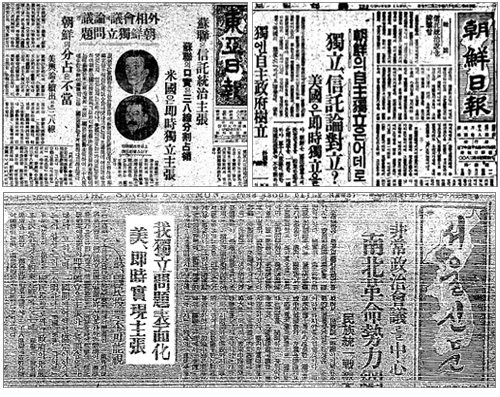
1945년 12월 27일자 동아일보 신문

모스크바 삼상회의의 결과는 곧바로 한반도에 전해졌으나 좌익과 우익의 극심한 분열을 가져오는 결과를 낳았다.
3상회의의 최종결정안이 발표되기 전에 UP와 AP 통신이 1945년 12월 25일자로 "번즈 국무장관이 러시아의 신탁통치안에 반대되는 즉시 독립안을 주장하라는 훈령을 받고 러시아로 갔다 (Secretary of State Byrnes went to Russia reportedly with instructions to urge immediate independence as opposed to the Russian thesis of trusteeship.)"는 내용의 기사를 타전하고, ≪동아일보≫등 국내 언론들이 이를 받아 12월 27일자로 '소련은 신탁 통치 주장, 미국은 즉시 독립 주장, 소련의 구실은 38선 분할점령”라는 내용의 기사를 냈는데 이는 나중에 1946년 1월 24일 소련이 타스통신을 통하여 모스크바 3상회담의 경과와 탁치안의 원래 제안자가 미국이라는 사실을 공개함으로써 오보임이 밝혀졌다.
모스크바 3상회의에서 신탁통치가 합의되었다는 사실이 처음 알려진 1945년 12월 28일께부터 처음에는 좌우파 가릴 것없이 모두 강력한 반탁의사를 표명했다. 12월 30일 결성된 임시정부가 주도한 「신탁통치반대 국민총동원위원회(信託統治反對國民總動員委員會)」에 공산당 당수 박헌영도 참여하여 중앙위원이 되었고, 이튿날인 31일 상무위원(常務委員)에 선정되었다. 12월 29일의 경교장 모임에 참석했던 강원룡 목사의 증언도 있으므로 박헌영의 참여는 사실로 보이며, 그 외에도 다수의 좌파 인사가 참여하였다.
하지 장군이 박헌영을 1946년 1월 1일에 만났을 때는 강경한 반탁 입장이었으나 1월 3일 다시 만났을 때는 입장이 정반대로 바뀌어 있었다고 한다.. 1월 2일 공산당중앙위원회가 모스크바 3상회의 합의사항을 지지(찬탁)하기로 결정했는데, 책임비서 박헌영이 주도했을 것이므로 신탁통치에 대한 박헌영의 입장은 1월 2일에 정반대로 바뀐 것이다.
지난 연말까지도 반탁을 강력히 표명하던 여러 좌파단체들도 1월 2일을 기점으로 찬탁으로 일제히 바뀌었는데, 미군정도 이러한 일에는 소련의 의사가 작용했을 것으로 파악하고 있었다. 좌파들이 찬탁으로 전환한 것은 김일성, 김두봉 등 북한의 정당 사회단체 대표들이 1월 2일에 모스크바 3상회의 결정을 지지하는 성명을 발표한 것과도 관련이 있을 수 있다. 이 성명서에는 조선민주당 대표 조만식은 참여하지 않았으며, 소련의 요구에도 불구하고 그가 반탁의사를 굽히지 않자 소련은 1월 5일 조만식을 고려호텔에 연금한다.
1월 3일에 예고되었던 좌익들의 반탁집회는 집회 당일날 지도부에 의해 찬탁집회로 돌변하여 진행되어 일대 혼란이 벌어졌다.
이 시기 우익진영 일반, 그 중에서도 김구를 중심으로 한 임정세력은 반탁운동에 가장 적극적으로 참여하였다. 실제로 처음부터 강력한 신탁 통치안을 제시한 나라는 미국이었다. 좌익은 처음엔 표명에 미온적이었으나, 나중에 소련측의 요구에 의해 모스크바 회의의 내용의 전문이 공개된 후, 회의의 결과를 받아들인다는 입장에 섰고, 우익은 즉각적으로 반탁운동을 전개하였다. 여기서 좌익계열은 임시정부 건설원칙에 강조를 했었으며, 우익계열은 신탁통치 반대에 강조하면서 서로 대립하게 되었다.

## 기타
한국의 초중고등학교 한국사 교과서에는 3국 외무장관회의라고 표기되어 있다. 한편 중학교 미래앤 역사2, 비상교육 역사2 교과서와 초등학교 사회 5학년 2학기 교과서에는 모스크바 3국 외상 회의라고 표기되어 있다.

## 소련의 계획
소련군 태평양 함대에 입대하여 웅진, 나진, 청진 등 상륙작전에 활약하여 적기훈장을 수여하는 등 해방 후 조선민주주의인민공화국 정권 수립 이후 문화선전성 제1부상(차관에 해당)을 지내기도 했던 조선민주주의인민공화국의 대표적 소련파 정상진은 "북한은 해방 후 20년 역사를 위조했다"며 " 일본군을 내몬 뒤 소련 정부에서 북한 정권 수립을 지원하라는 명령을 받았어요. 해방 후 원산항(港)에 귀국하는 김일성을 맞으러 간 것도 접니다. 소련은 고려인을 통해 북한에 영향력을 행사하려 했어요. 1945년부터 1965년까지 북한에서 발표된 모든 연설문은 다 소련에서 작성됐어요."라고 폭로했다.
2010년에는 1945년 12월 29일 소련군 중좌 페드로프가 소련군 진주 후 북한의 황해도와 평안남북도 등 3개도를 방문조사한 뒤 만든 총 13p 분량의 보고서가 공개되었는데, 보고서 내용에는 258 소총사단장 드미트리예프 대좌는 “조선사람은 35년간 노예로 있었다. 좀 더 노예로 있게 하자”는 말도 남겼다고 보고서는 기록하고 있다.

## 같이 보기
- 포츠담 회담

## 참고 자료
- <광복 5년사 쟁점 재조명><1부>(16)신탁통치가 분단 막았을까? 동아일보 2004-12-05
- <광복 5년사 쟁점 재조명><1부>(17) 삼상회의 보도 동아일보 2004-12-12
- <광복 5년사 쟁점 재조명><1부>(18·끝)에릭 반 리 인터뷰 동아일보 2004-12-19 : 소련의 의도는 처음부터 북한 분할 통치. 신탁통치안은 속임수에 불과.
- <모스크바 3상회의 60주년> 좌익 '찬탁돌변' 남북분단 불러 동아일보 2005-12-29
- Independence of Korea is being urged United Press, December 25 1945 : 논란이 된 UP 기사 전체 원문이 존재함.